# Ediciones Era
Editorial Era o Ediciones Era és una editorial mexicana fundada en 1960 per Vicente Rojo Almazán, José Hernández Azorín i els germans Quico, Jordi i Neus Espresate i Xirau, fills de Tomàs Espresate i Pons.

## Història
L'editorial va tenir com a objectiu inicial publicar a autors amb propostes noves tant en els continguts com en les formes. El nom prové de les sigles dels fundadors (Espresate, Rojo i Azorín), qui tenien en comú entre altres coses que eren exiliats espanyols i companys de treball en una impremta.
Una de les característiques de l'Editorial és que molts dels seus llibres són primeres obres dels seus autors, com el cas de José Emilio Pacheco guanyador del Premi Cervantes en el 2009, i que l'Editorial li publica als 23 anys el seu primer llibre de poemes Los elementos de la noche en 1963 i també a Gabriel García Márquez, que l'editorial li publicà la primera edició d'El coronel no tiene quien le escriba.
En 2011 el Col·legi Acadèmic de la Universidad Autónoma Metropolitana, va decidir atorgar-li a Neus Espresate el doctorat honoris causa, per la seva contribució a la difusió de coneixement en les Ciències Socials.

## Catàleg
En l'actualitat explica al seu catàleg de més de 300 títols amb diversos dels més importants i coneguts escriptors mexicans i llatinoamericans com Fernando Benítez, Elena Poniatowska, Carmen Boullosa, Carlos Fuentes, Gabriel García Márquez, Carlos Monsiváis, Augusto Monterroso i José Revueltas.
| «                  | “Era publica el que les editorials oficials i la majoria de les privades no admeten: temes com el castrisme, la presència de les trasnacionales, el nou colonialisme...” | » |
| — Carlos Monsiváis | |   |

## Editores Independientes
En 1988, s'associen amb tres editorials en espanyol per formar el grup d'Editores independientes amb l'objectiu d'"estendre la presència dels llibres a diferents zones de la llengua", aquestes editorials són: Lom (Chile), Trilce (Uruguay) i Txalaparta (País Basc).